# Благой Чубриев
Благой Марков Чубриев е български политик, деец на БКП, председател на ИК на ГНС/ОбНС Михайловград през периода април 1978 – декември 1983 г., секретар на градския комитет на БКП (1973 – 1978 г.), заместник-председател на ИК на ОНС (1983 – 1985 г.), общински и окръжен съветник.

## Биография
Роден е на 28 април 1933 г. в с. Чипровци, Фердинандска околия. Родителите му са членове на БКП, участници в Септемврийското въстание 1923 г. Учи в с. Белимел и завършва гимназиално образование в Михайловград през 1951 г. Постъпва курсант в Народно военно химическо училище в Карлово, но е освободен поради здравословни причини. През 1953 – 1958 г. е студент във ВФСИ в Свищов по специалността „икономист-финансист“. Започва работа като началник Бюро-каса във военно поделение в Михайловград и данъчен инспектор в Околийския народен съвет. След 1959 г. e в Окръжен народен съвет – завеждащ сектор „Данъци и такси“. От 1965 г. е член и секретар на ИК на ГНС, през 1966 – 1973 г. е заместник-председател на ИК на ГНС. През периода 1973 – 1978 г. е секретар на ГК на БКП. От април 1978 г. е председател на ИК на ГНС, а след административно-териториалните промени през 1979 г. на ОбНС на селищна система Михайловград и остава на този пост до края на 1983 г. От декември 1983 г. е заместник-председател на ИК на ОНС Михайловград. През 1985 г. е освободен от заеманата длъжност и изключен от БКП, след пленум на ОК на БКП на 19 ноември с.г., за „груби нарушения на социалистическата законност и комунистическия морал“. Членството му е възстановено през 1987 г. от Централната контролно-ревизионна комисия. Работи като заместник-директор по икономическите въпроси в завода за фитинги и директор на Финансово-икономическо направление във фирма „Пима“ (1986 – 1988 г.), където се пенсионира. Избиран е за общински и окръжен съветник, член на градски, общински и окръжен комитет на БКП, членува в БСП, по-късно в комунистическа партия „Георги Димитров“. Има чин от запаса – майор. Награждаван е със сребърен орден на труда (1973 г.) и Червено знаме на труда (1983 г.). През 2001 г. е избран в анкета на Огоста медия за личност на ХХ столетие на Монтана в раздел „Общественик“. Умира на 28 юли 2011 г. в Монтана.

## Политическа дейност
За председател на ИК на ГНС Михайловград Благой Чубриев е избран на заседание на ИК на ГНС на 23 март 1978 г. През 1979 г. се създават нови административно-териториални единици – селищни системи в т.ч. и селищна система Михайловград със 17 населени места и 63 000 жители. След проведените избори за общински съветници на 25 март 1979 г. Благой Чубриев е избран за председател на ОбНС, заместник-председатели са Иван Петров, Борис Борисов и Николчо Драганов.
Вторият мандат на Благой Чубриев започва след изборите за общински съветници през м. юни 1981 г. и учредителната сесия на ОбНС на 11 юни с.г. Тогава е избран новият състав на ИК: председател – Благой Чубриев, първи заместник-председател Борис Борисов и заместник-председатели: Дойчин Еленков и Николчо Драганов.
При управлението на Благой Чубриев (1978 – 1983 г.) е изградена пешеходна зона по бул. „Г. Димитров“ (бул. „Трети март“) с което се спира автомобилното движение през централния площад. Сред значимите събития от този период е посещението в града на ръководителите на дипломатическите мисии акредитирани в България през декември 1983 г. Открити са в града редица нови административни, търговски, културно-просветни и спортни обекти: сграда за Драматичен театър „Драгомир Асенов“ и окръжна методическа библиотека „Гео Милев“, спортна зала за волейбол и баскетбол (1978 г.); две нови детски градини в жилищните квартали „Живовци“ и „Младост“, първата в България мебелна къща (1981 г.). По повод на 60-годишнината на Септемврийското въстание 1923 г. са открити: Експозиционна зала за художествени творби на площад „Цеко Тодоров“ (в подножието на м. „Баира“), Дом на техниката, сграда на ОУ на МВР, административно-битова сграда на ТПК „Септември“, хотел-ресторант „Житомир“ с 280 легла и първата част от мемориалния комплекс „Септември 23“ с гаровия площад и скулптурната композиция „Щурмът“ (1983 г.).
В строителството и благоустройството са утвърдени общ градоустройствен план, транспортен комуникационен план на града, застроителни планове на жилищните квартали „Младост“ и „Мала Кутловица“. Работи се на редица строителни обекти: Хлебозавода, Поликлиниката, Дома на техниката, Държавен архив, жк „Младост“. Ежегодно в града се изграждат средно по 350 апартамента, през втория мандат броят им достига над 850, в т.ч. ведомствени жилища, кооперации и построени по индивидуален начин. ИК на ОбНС оказва помощ за осигуряване на необходимата работна ръка в строителството. Завършва строителството на хлебозавода, цеховете за сухо мляко и безалкохолни напитки, започва изграждането на нови обекти: 32 класно училище в жк „Младост 2“; сграда за стоматологичната поликлиника. Работи се по благоустрояване, хигиенизиране и естетизиране на околната среда – настилка на улици, направа на тротоари и бордюри, водопроводна мрежа и канализация. Завършено е изграждането на канализация и пътища в комплексите „Пъстрина“ и „Плиска“, осветление в жк „Младост“. Извършва се реконструкция и благоустрояване на: бул. „Георги Димитров“ (бул. Трети март) по посока на паметника на Христо Михайлов; градинката при черквата; бул. „Хр. Ботев“; гаровия площад с подлезите при гарата. Завършен е обходния път „Михайловград – Юг“, пред завършване е строителството на язовир „Среченска бара“ с което се решава един от най-големите проблеми на града – водоснабдяването. През май 1983 г. в града се провежда национално състезание по озеленяване и ниско строителство със строители от системата на БКС. Всеки втори петък от месеца е обявен от ИК на ОбНС за Ден на хигиената в града.
В търговията са открити 70 нови търговски обекта – супермаркет, сладкарници, магазини и закусвални, извършена е реконструкция и модернизация на заведения за обществено хранене, магазини, щандове и павилиони на предприятията. Има недостиг от търговски обекти в новите квартали „Младост“ и „Пъстрина“. Нараства стокооборота на дребно, продадени са повече стоки на населението, в т.ч. мебели, телевизори, домакински уреди и др. Подобрено е качеството на хляба след влизане в експлоатация на новия хлебозавод. Съществува дефицит на стоки като захарни изделия, фасул, леща, олио, пиво, месни произведения, мляко, плодове и зеленчуци, електродомакински уреди и др.
В комунално-битовото обслужване са въведени нови услуги – експресно химическо чистене, ремонт на електронни и електро-домакински уреди, услуги по домовете. Открити са комплексни приемателни пунктове, в града функционират 138 обекта за услуги – цехове, пунктове, бюра и ателиета. Подобрено е качеството и са съкратени сроковете за изпълнение на поръчките, по-слабо са застъпени услугите в новите жилищни комплекси. Не винаги е налице висока култура на обслужване на гражданите. Има случаи на лошокачествени услуги, невлагане на необходимите материали и неспазване на сроковете за изпълнение на поръчките.
В градския транспорт е изградена система за ръководство и контрол на автобусните превози, увеличен е автобусния парк и продължителността на транспортното обслужване, подобрена е организацията на таксиметровия превоз. Няколко пъти на ден е осигурена автобусна връзка до селата в селищната система. Транспортното обслужване не е добро във върховите часове на денонощието, има случаи на закъснения, не винаги се спазват разписанията на автобусите, липсва добра култура на обслужване. В областта на съобщенията е завършено изграждането на АТЦ Михайловград с 2000 телефонни поста.
В просветното дело са извършени подобрения и обогатяване на материалната база с изграждане на нова сграда за Пето основно училище, разширения на сградите на Второ и Трето основно училище, открито е Седмо основно училище (1982 г.). Извършена е реконструкция на сградата на Първо основно училище и е завършена детска градина в жилищен квартал „Младост“. Започва строителството на сграда за 32 класно училище в ж. кв. „Младост 2“.
В здравеопазването е пусната в експлоатация новата градска поликлиника, започва строителството на стоматологична поликлиника.
В областта на културата е открита Школа по изкуствата, започва приемането на Втора програма на Българската телевизия за жителите на региона (1979 г.) Издадени са: албум на Михайловград, грамофонна плоча „Песни за Михайловград“ и албум „Монтана“, посветен на античното минало на града (1981 – 1983 г.).
Управлението на градската община от Благой Чубриев завършва с изборите за общински съветници на 4 декември 1983 г., и избирането на Красимир Вълков за председател на ОбНС Михайловград.